# Меченчани
Меченчани су насељено место у општини Доњи Кукурузари, у Банији, Република Хрватска.

## Историја
Меченчани су се од распада Југославије до августа 1995. године налазили у Републици Српској Крајини. До територијалне реорганизације у Хрватској насеље се налазило у саставу бивше велике општине Костајница.

## Становништво
На попису становништва 2011. године, Меченчани су имали 148 становника.

## Попис 1991.
На попису становништва 1991. године, насељено место Меченчани је имало 218 становника, следећег националног састава:
| Попис 1991.‍ | Попис 1991.‍ | Попис 1991.‍ | Попис 1991.‍ | Попис 1991.‍ |
| ----------- | ----------- | ----------- | ----------- | ----------- |
|             |             |             |             |             |
| Срби        | Срби        |             | 213         | 97,70%      |
| Југословени | Југословени |             | 4           | 1,83%       |
| Хрвати      | Хрвати      |             | 1           | 0,45%       |
| укупно: 218 |             |             |             |             |